# Henri-Frédéric-Paul Casseville
Henri-Frédéric-Paul Casseville, francoski general, * 1891, † 1962.